# Skeleton na zimowych igrzyskach olimpijskich

Zawody w skeletonie rozgrywane są od zimowych igrzysk olimpijskich w 1928 w St. Moritz (Szwajcaria). Kolejne zawody olimpijskie rozegrano w tej dyscyplinie dwadzieścia lat później, również w St. Moritz. Dopiero od igrzysk w 2002 roku w Salt Lake City (do rywalizacji włączyły się kobiety) zawodnicy startują regularnie.

## Kalendarium
| Rok  | Miejscowość    | Kraj              | Zawody                                            |
| ---- | -------------- | ----------------- | ------------------------------------------------- |
| 1928 | St. Moritz     | Szwajcaria        | Skeleton na Zimowych Igrzyskach Olimpijskich 1928 |
| 1948 | St. Moritz     | Szwajcaria        | Skeleton na Zimowych Igrzyskach Olimpijskich 1948 |
| 2002 | Salt Lake City | Stany Zjednoczone | Skeleton na Zimowych Igrzyskach Olimpijskich 2002 |
| 2006 | Turyn          | Włochy            | Skeleton na Zimowych Igrzyskach Olimpijskich 2006 |
| 2010 | Vancouver      | Kanada            | Skeleton na Zimowych Igrzyskach Olimpijskich 2010 |
| 2014 | Soczi          | Rosja             | Skeleton na Zimowych Igrzyskach Olimpijskich 2014 |

## Zawody
|           | 24 | 28 | 32 | 36 | 48 | 52 | 56 | 60 | 64 | 68 | 72 | 76 | 80 | 84 | 88 | 92 | 94 | 98 | 02 | 06 | 10 | 14 |
| --------- | -- | -- | -- | -- | -- | -- | -- | -- | -- | -- | -- | -- | -- | -- | -- | -- | -- | -- | -- | -- | -- | -- |
| Mężczyźni | •  |    |    | •  |    |    |    |    |    |    |    |    |    |    |    |    |    |    | •  | •  | •  | •  |
| Kobiety   |    |    |    |    |    |    |    |    |    |    |    |    |    |    |    |    |    |    | •  | •  | •  | •  |
|           |    |    |    |    |    |    |    |    |    |    |    |    |    |    |    |    |    |    |    |    |    |    |
| Ogólnie   | 1  | –  | –  | 1  | –  | –  | –  | –  | –  | –  | –  | –  | –  | –  | –  | –  | –  | –  | 2  | 2  | 2  | 2  |

## Klasyfikacja medalowa
| Miejsce | Państwo           |   |   |   | Razem |
| ------- | ----------------- | - | - | - | ----- |
| 1.      | Stany Zjednoczone | 3 | 4 | 1 | 8     |
| 2.      | Wielka Brytania   | 2 | 1 | 3 | 6     |
| 3.      | Kanada            | 2 | 1 | 1 | 4     |
| 4.      | Rosja             | 1 | 0 | 2 | 3     |
| =       | Szwajcaria        | 1 | 0 | 2 | 3     |
| 6.      | Włochy            | 1 | 0 | 0 | 1     |
| 7.      | Łotwa             | 0 | 2 | 0 | 2     |
| 8.      | Niemcy            | 0 | 1 | 1 | 2     |
| 9.      | Austria           | 0 | 1 | 0 | 1     |